# Are (Saaremaa)
Are is een dorp in de Estlandse gemeente Saaremaa, provincie Saaremaa.
Tot in oktober 2017 lag Are in de gemeente Pöide. In die maand werd Pöide bij de fusiegemeente Saaremaa gevoegd.

## Bevolking
De plaats telde in 2011 nog 2 inwoners. Bij de volkstelling van 2021 had het dorp geen inwoners meer.

## Geschiedenis
Are werd voor het eerst genoemd in 1738 onder de naam Harreküll, een nederzetting op het landgoed van Koigi. In 1798 stond ze bekend onder de naam Arko.
Tussen 1977 en 1997 maakte Are deel uit van het buurdorp Kahutsi.